# Žadova loza
Žadova loza (lat. Strongylodon macrobotrys), biljka penjačica iz porodice mahunarki. Domovina su joj Filipini, gdje raste u tropskim šumama.
Ovu biljku teško je uzgojiti jer oprašivanje ne vrše ptice ili insekti, nego šišmiši.

## Sinonimi
- Strongylodon megaphyllus Merr.
- Strongylodon warburgii Perkins

## Vanjske poveznice
|  | Zajednički poslužitelj ima stranicu o temi Strongylodon macrobotrys    |
|  | Zajednički poslužitelj ima još gradiva o temi Strongylodon macrobotrys |
|  | Wikivrste imaju podatke o taksonu Strongylodon macrobotrys             |